# ألاسيزوماب بيغول
ألاسيزوماب بيغول هو جسم مضاد وحيد النسيلة يستخدم في علاج الأورام.